# Madoqua kirkii
Madoqua kirkii або Дікдік Кірка — маленька антилопа, що мешкає в Східній Африці, і належить до родини Бикові, підродини справжніх антилоп і є одним з чотирьох представників роду Дікдік. Виділяють від чотирьох до семи підвидів. Живуть близько п'яти років, але в неволі можуть доживати і до сімнадцяти.

## Етимологія
Дікдік Кірка названий на честь шотландського натураліста і дослідника Джона Керка.

## Опис
Дікдік Кірка є найбільшим в роді дікдіків, одних із найменших антилоп світу. Висотою від 36 до 46 см; важить не більше 7,2 кг. Це витончені істоти із загостерною, рухливою мордочною , великими очима і вухами, значними передочними залозами, довгими задніми кінцівками (значно довшими за передні), рудиментарним хвостом. Колір шерсті варіююється в межах ареалу проживання виду від сірого до світло- коричневого, з темнішими боками і кінцівками і світлим черевом. На голові мають помітний гребінець. Самці мають роги довжиною біля 8 см, гвинтоподібні ( від 7 до 9 кілець) і направлені назад. Їм притаманний статевий диморфізми: самки більші і безрогі, тоді як в самців більша мордочка, довший гребінь і вони, як правило, світлішого забарвлення. Дікдік Кірка схожий на дікдіка Гюнтера, його можна відрізнити за довжим носом та передщелепами і коротшим хоботком, що надає голові більш клиноподібний вид.

## Адаптації
Дікдіки Кірка пристосовані до виживання в посушливих регіонах Східної Африки. Вони мають волохатий хоботок з крихітними, схожими на щілину ніздрями. Цей хоботок містить збільшену носову камеру, в які потрапляє велика кількість крові, що охолоджується внаслідок швидкого дихання через ніс. Це дихання створює потік повітря і випаровування, що охолоджує кров. Цей процес є ефективним ще й тому, що дозволяє максимально зменшити втрату води через випаровування. Методи економії води і енергії, такі як коливання температури тіла, знижена швидкість обміну речовин, концентрована сеча і сухий кал - все це сприяє дікдіку в його здатності переживати посуху. Вони також економлять рідину, злизуючи росу з носа і споживаючи кал. Порівняно з великою рогатою худобою, дікдіки мають набагато меншу щільність потових залоз. псприяє здатності дик-діка переживати суворий посушливий клімат. Далі,  вони також економлять рідину, вилизуючи росу з носа і всмоктуючи воду з калу.  У порівнянні з великою рогатою худобою, дик-дики мають значно нижчу щільність потових залоз.
Дікдіки ведуть нічкий спосіб життя, а вдень шукають тінь, щоб відпочивати найгаряшими годинами. Це додатково допомагає уникнути втрати дорогоцінної рідини. Дікдіки вибагливі у виборі сукулентних рослин, зі споживанням яких вони відновлюють рідину в організму. Також адаптацією можна назвати структуру їх кінцівок. Задні ноги дікдіка Кірка довші, ніж передні. Дослідники припускають, що такі кінцівки допомагають дікдікам пересуватся по нерівній, кам'янистій місцевості, а на рівнині розвивати швидкість до 85 км/год.

## Середовище проживання і територіальність

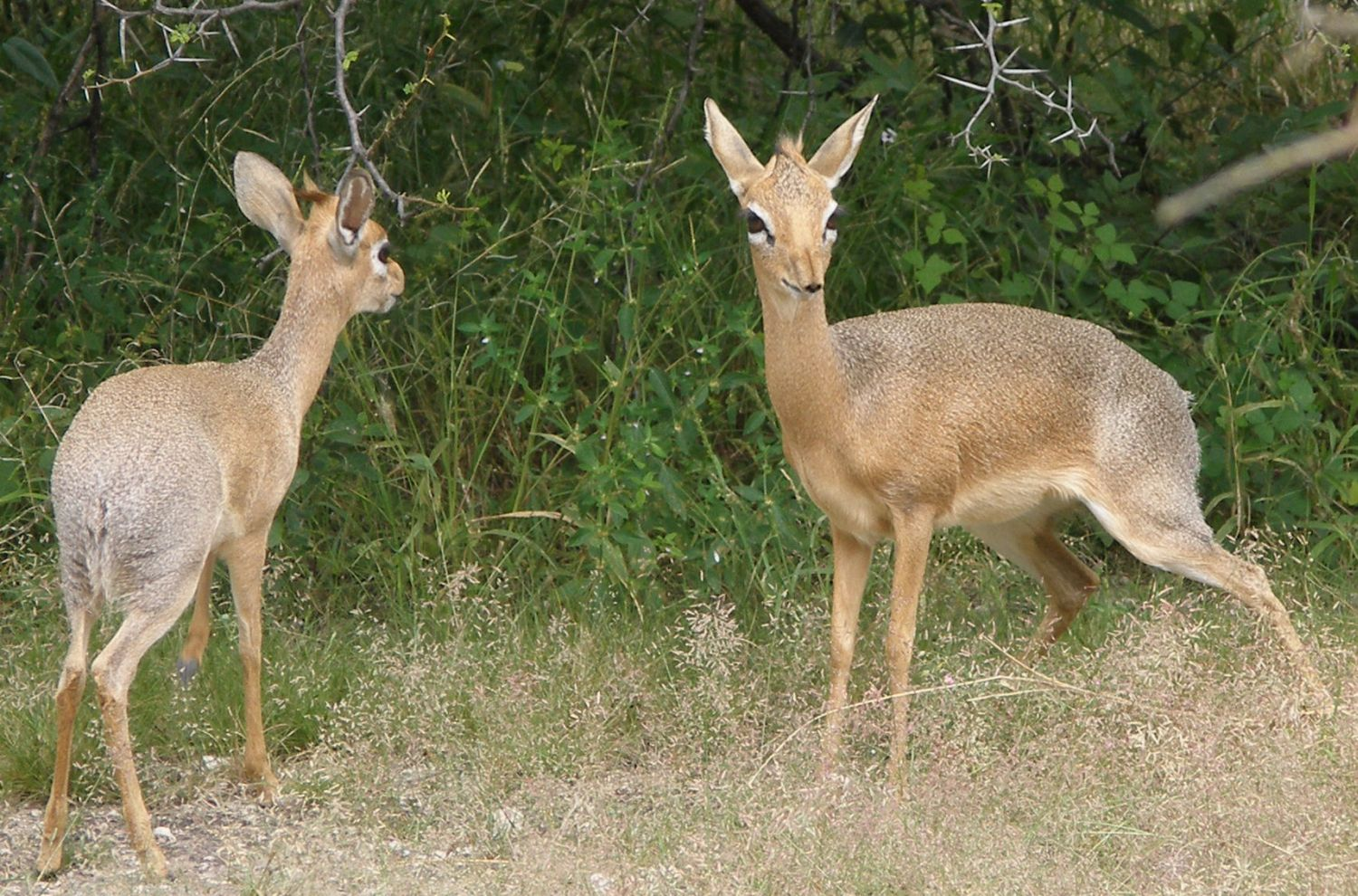
Самки, Національний парк Етоша, Намібія

Дікдіки Кірка є ендеміками саван сходу та південного сходу Африки. Їх популяції часто не мають сполучення між собою. У Намібії дікдік Кірка мешкає в ізольованих районах уздовж Фіш-Рівер, але не проживають в пустелі Наміб. Хоча вони можуть перетинати пустелі, пересуваючись вздовж джелел води, вони віддають перевагу місцевостям з достатньою кількістю невисокої рослинності. Ідеальні середовища для проживання дікдіків містять різноманітні оглядові ділянки, тінисті місця і невисокий підлісок. Якщо трава виростає занадто високо, перешкоджаючи огляду, дікдіки можуть мігрувати на іншу ділянку.
Як зазначалося дослідниками, типові місця проживання дікдіка Кірка представляють собою мозаїку із чагарників з надзвичайно невисоким трав'яним покривом. Дікдіки живуть парами на територіях від 1 до 25 га, залежно від доступної рослинності. Якщо не відбувається несприятливих подій, пара дікдіків Кірка можуть проживати на одній території довічно.  Самці захищають сімейну територію. 

## Дієта
Дікдіки рослиноїдні, і їх дієта складаються в основному з листя, фруктів, пагонів та ягід. Завдяки своїй пристосованості, дікдіки не залежать від води і покладаються на рослинність як джерело вологи. Дікдіки Кірка вибірково живляться дводольними рослинами, які можуть швидко ферментуватися та перетравлюватися. Сюди входять листя та фрукти з високим вмістом поживних речовин та води, але з низьким вмістом клітковини та целюлози. Траву вживають лише щойно пророслу. Шлунок дікдіків складає від 2,2% до 10,0% від маси тіла. Вони щодня споживають до 3,8% від маси тіла.

## Розмноження та поведінка
Подібно до інших карликових антилоп, дікдіки Кірка живуть територіальними моногамними парами. Території маркуються виділеннями тварин, а також секретом із передочних залоз.
Вагітність дікдіків Кірка триває від 5 до 6 місяців, вони можуть народжувати двічі на рік.  Самки досягають статевої зрілості у віці 6-8 місяців, самці між 8 і 9 місяцем. Завзвичай. малеча народжується в травні, під час періоду дощів.

## Взаємодія з людиною
Люди є найбільшою загрозою для дікдіків, на яких іноді полюють заради шкур та кісток, часто використовуючи пастки.  Дослідники стверджували. що місцеві мисливці не люблять дікдіків, оскільки вони попереджають дичину про присутність людей. Дікдіки також отримують вигоду від знищення рослинності через підсічно-вогневе землеробство, оскільки внаслідок цього утворюються вторинний чагарниковий ландшафт, придатний для життя дікдіків. МСОП вважає дікдіків Кірка такими, що не потребують особливого захисту.

## Підвиди
Зазвичай виділяють чотири основних підвиди, але деякі дослідники можуть вважати їх окремими видами:
- M. k. kirkii Günther, 1880
- M. k. cavendishi Thomas, 1898 – Cavendish's dik-dik
- M. k. damarensis Günther, 1880 – Damara dik-dik
- M. k. hindei Thomas, 1898

## Галерея

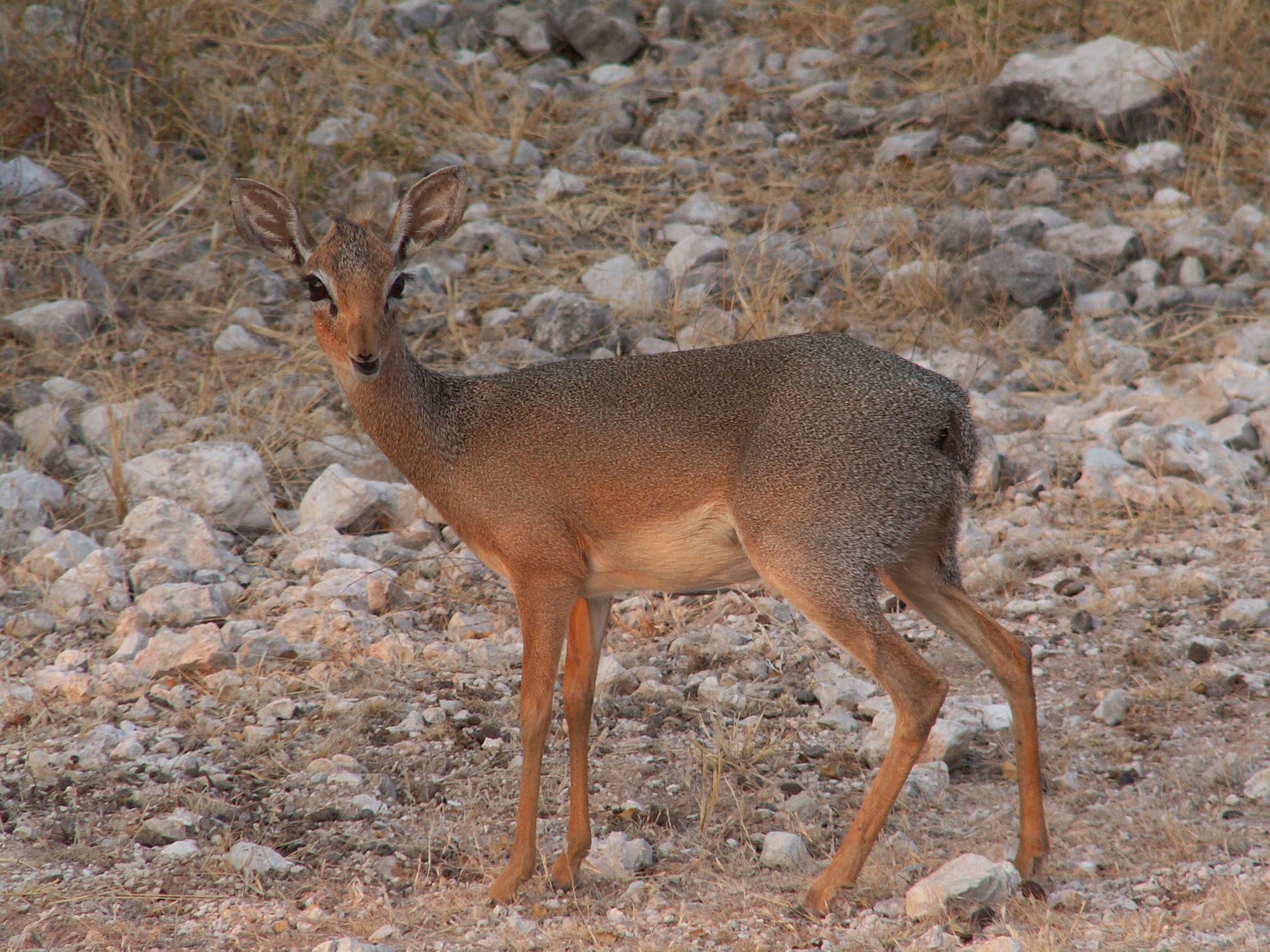
Самка M. k. damarensis, Етоша, Намібія
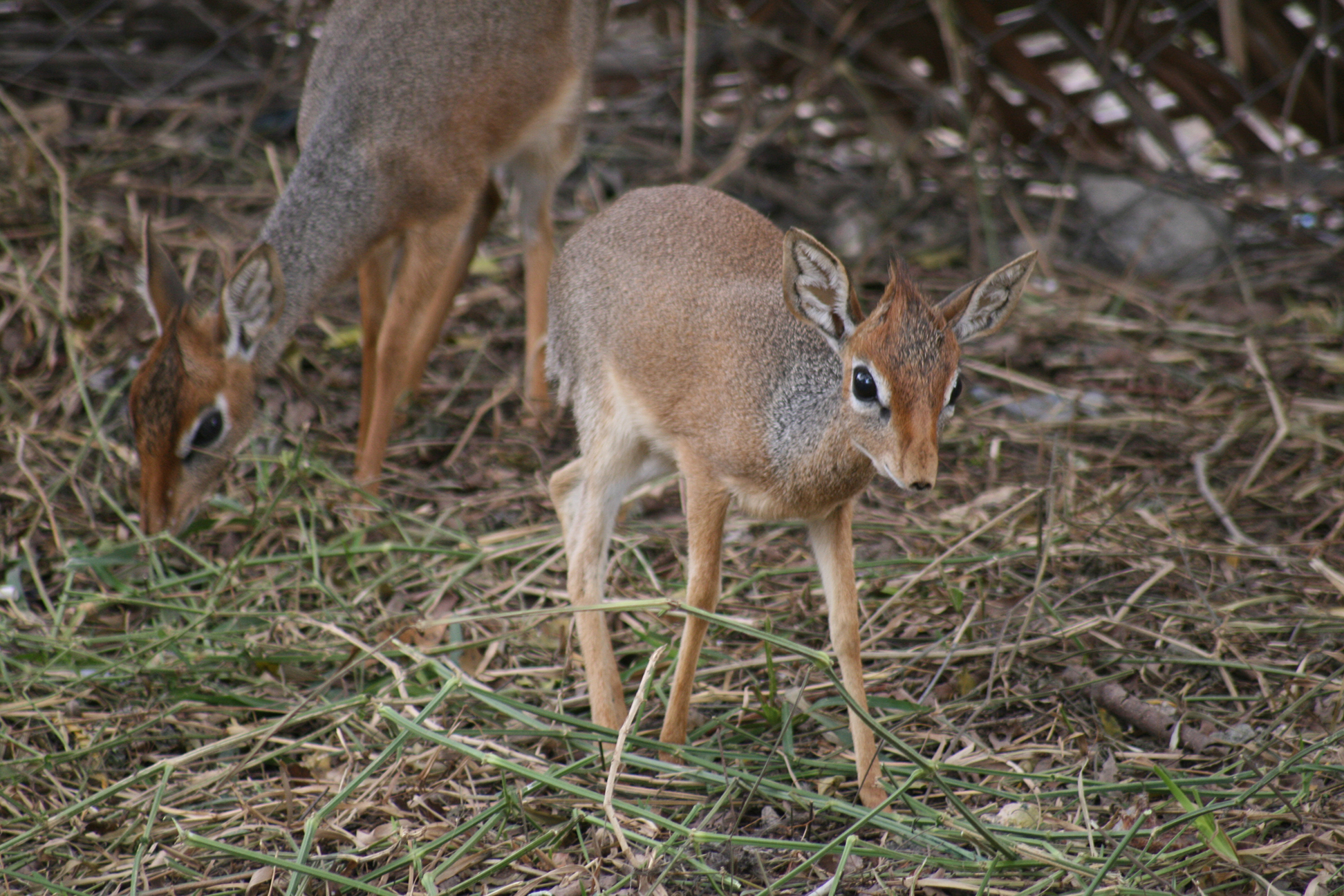
Маля
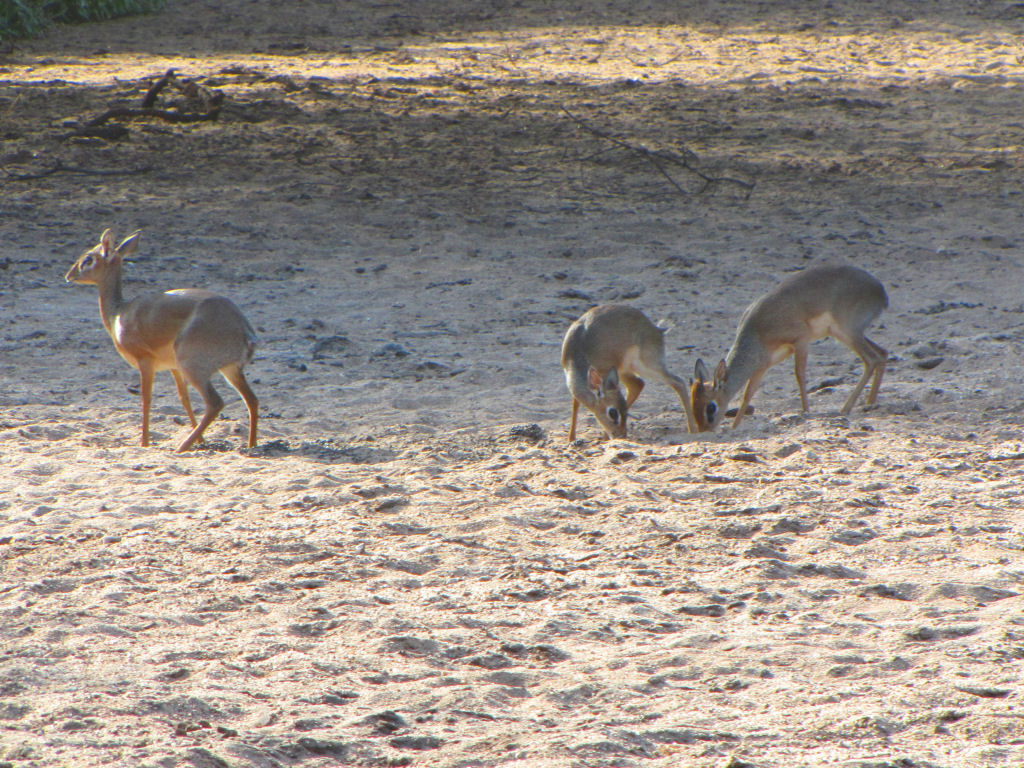
Сім'я, озеро Маньяра, Танзанія
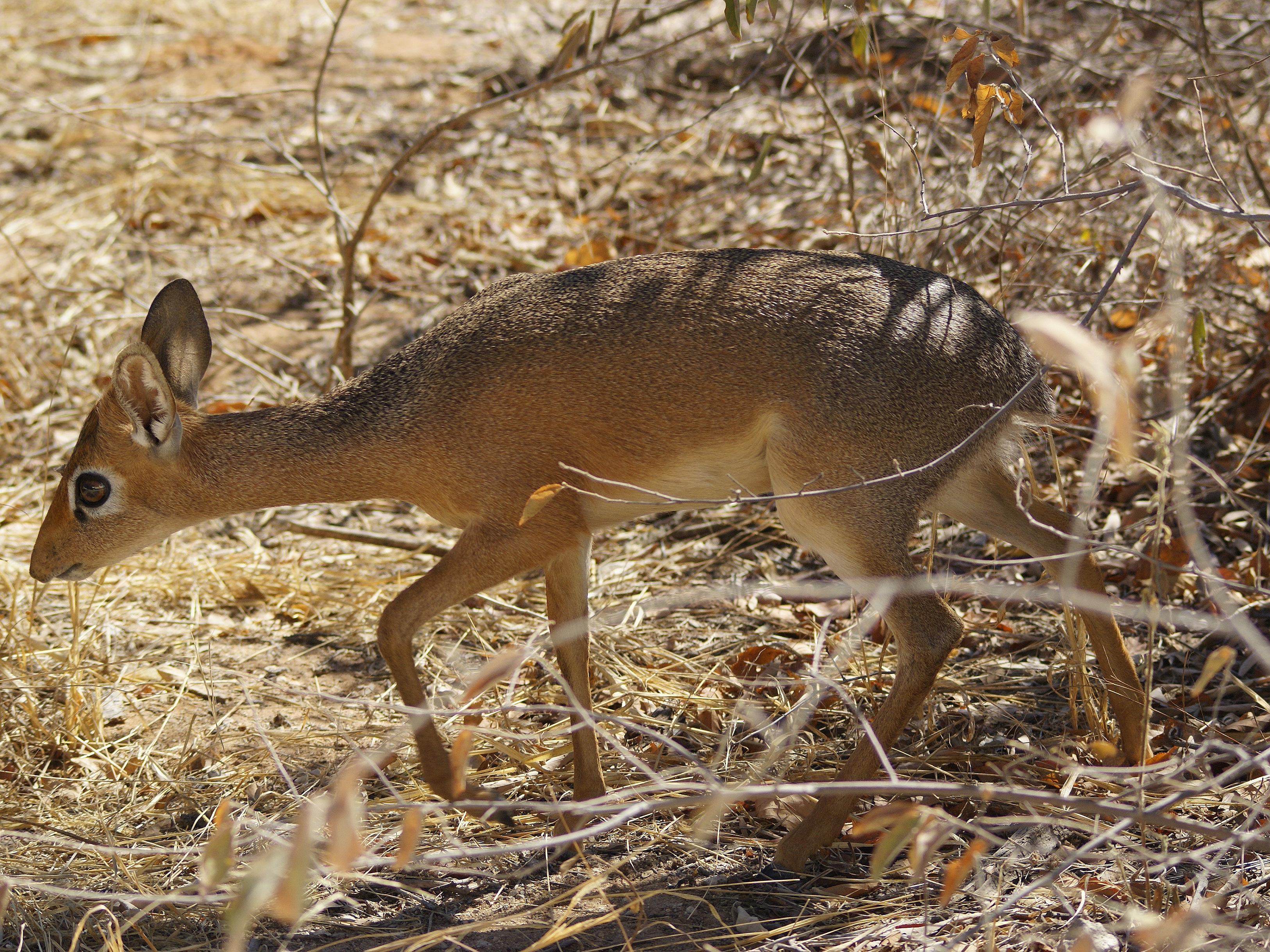
Самець